# Elezioni regionali nelle Marche del 2010
Le elezioni regionali italiane del 2010 nelle Marche si sono tenute il 28 e 29 marzo.
Il presidente uscente Gian Mario Spacca, sostenuto dal centro-sinistra, è stato riconfermato alla guida della regione col 53,17% dei suffragi, sconfiggendo l'esponente di centro-destra, Erminio Marinelli.
Tra le liste, il primo partito è stato Il Popolo della Libertà, che ha ottenuto il 31,20% dei voti, superando il Partito Democratico di poco più di 500 voti.

## Legge elettorale
Come nelle altre regioni a statuto ordinario, le elezioni regionali sono state regolate dalla legge Tatarella, che prevedeva l'elezione diretta del Presidente della Regione, attribuendo l'80% dei seggi del Consiglio regionale su base proporzionale alle liste, esprimendo eventualmente un voto di preferenza, e il restante 20% con metodo maggioritario, attraverso i cosiddetti "listini".
La normativa nazionale, inoltre, prevedeva la possibilità del voto disgiunto tra liste e candidati, ma nelle Marche è stata abolita.

## Composizione degli schieramenti e delle candidature
Le elezioni regionali del 2010 segnano un cambiamento negli schieramenti rispetto alle elezioni precedenti.

### Il Centrosinistra e ilModello Marche
Le Marche sono una delle regioni in cui il Partito Democratico ha deciso di stringere un'alleanza con l'Unione di Centro. Tutto ciò ha comportato una rottura con i partiti della sinistra radicale, dando vita al cosiddetto Modello Marche, che è stato, poi, riproposto anche a livello locale in occasione delle elezioni amministrative negli anni successivi. Hanno aderito alla coalizione anche l'Italia dei Valori, Alleanza per l'Italia, i Verdi e il Partito Socialista Italiano, che si è presentato con il Movimento Repubblicani Europei e l'Unione Popolare Cristiana nella lista Alleanza Riformista. Infine, hanno partecipato anche le Liste Civiche Marche.

### Il Centrodestra
Nel centrodestra, invece, il Popolo della Libertà ha deciso di concludere un'alleanza con la Lega Nord, La Destra, il Partito Repubblicano Italiano, il Movimento per l'Italia, il Movimento Autonomo Piceno e Italia Centro. Queste ultime quattro formazioni hanno presentato una lista comune, denominata Insieme per il Presidente.

### La sinistra radicale
Dopo la fine de L'Unione e l'apertura dei partiti di centrosinistra all'Unione di Centro, le formazioni della sinistra hanno deciso di correre da sole, presentando un candidato comune. L'alleanza di Unione Democratica per le Marche ha ricompreso, dunque, Sinistra Ecologia Libertà e la Federazione della Sinistra.

## I candidati alla presidenza
Le candidature ammesse nella corsa alla presidenza della regione sono state tre:
- Il presidente uscente Gian Mario Spacca, esponente del Partito Democratico, che è stato appoggiato dai partiti del cosiddetto Modello Marche.
- L'ex sindaco di Civitanova Marche, Erminio Marinelli, che è stato sostenuto da PDL, Lega Nord, La Destra e lista civica Insieme per il presidente.
- Massimo Rossi, già presidente della provincia di Ascoli Piceno dal 2004 al 2009 e portavoce della Federazione della Sinistra, che è stato sostenuto dal suo partito e da SEL.

## Risultati elettorali
| Candidati                                                       | Candidati                                                       | Voti                                                            | %     | Liste                      | Voti    | %     | Seggi |
| --------------------------------------------------------------- | --------------------------------------------------------------- | --------------------------------------------------------------- | ----- | -------------------------- | ------- | ----- | ----- |
|                                                                 | Gian Mario Spacca (Spacca Presidente) ✔️ Presidente             | 409 823                                                         | 53,17 | Partito Democratico        | 224 897 | 31,12 | 15    |
| Italia dei Valori                                               | Gian Mario Spacca (Spacca Presidente) ✔️ Presidente             | 409 823                                                         | 53,17 | 65 536                     | 9,07    | 4     |       |
| Unione di Centro                                                | Gian Mario Spacca (Spacca Presidente) ✔️ Presidente             | 409 823                                                         | 53,17 | 41 989                     | 5,81    | 3     |       |
| Alleanza Riformista (PSI - MRE - UPC)                           | Gian Mario Spacca (Spacca Presidente) ✔️ Presidente             | 409 823                                                         | 53,17 | 19 701                     | 2,73    | 1     |       |
| Alleanza per l'Italia                                           | Gian Mario Spacca (Spacca Presidente) ✔️ Presidente             | 409 823                                                         | 53,17 | 14 554                     | 2,01    | 1     |       |
| Federazione dei Verdi                                           | Gian Mario Spacca (Spacca Presidente) ✔️ Presidente             | 409 823                                                         | 53,17 | 12 641                     | 1,75    | 1     |       |
| Liste Civiche Marche                                            | Gian Mario Spacca (Spacca Presidente) ✔️ Presidente             | 409 823                                                         | 53,17 | 6 274                      | 0,87    | –     |       |
|                                                                 | Erminio Marinelli (Per le Marche)                               | 306 075                                                         | 39,71 | Il Popolo della Libertà    | 225 472 | 31,20 | 12    |
| Lega Nord                                                       | Erminio Marinelli (Per le Marche)                               | 306 075                                                         | 39,71 | 45 726                     | 6,33    | 2     |       |
| Insieme per il Presidente (PRI - MpI - MAP - IC)                | Erminio Marinelli (Per le Marche)                               | 306 075                                                         | 39,71 | 9 555                      | 1,32    | 1     |       |
| La Destra                                                       | Erminio Marinelli (Per le Marche)                               | 306 075                                                         | 39,71 | 9 178                      | 1,27    | –     |       |
| Seggio assegnato al candidato presidente classificatosi secondo | Seggio assegnato al candidato presidente classificatosi secondo | Seggio assegnato al candidato presidente classificatosi secondo | 39,71 | 1                          |         |       |       |
|                                                                 | Massimo Rossi (Unione Democratica per le Marche)                | 54 851                                                          | 7,12  | Federazione della Sinistra | 27 975  | 3,87  | 1     |
| Sinistra Ecologia Libertà                                       | Massimo Rossi (Unione Democratica per le Marche)                | 54 851                                                          | 7,12  | 19 108                     | 2,64    | 1     |       |
| Totale                                                          | Totale                                                          | 770 749                                                         | 100   |                            | 722 606 | 100   | 42    |

## Consiglieri eletti
Secondo un dossier pubblicato dalla Regione Marche sul proprio sito elettorale, nel 2010 si ebbe l'attribuzione dei seggi che segue:
| Liste               | Liste                          | Circoscrizioni       | Circoscrizioni    | Circoscrizioni      | Circoscrizioni      | Circoscrizioni        |
| Liste               | Liste                          | Ancona               | Ascoli Piceno     | Fermo               | Macerata            | Pesaro e Urbino       |
| ------------------- | ------------------------------ | -------------------- | ----------------- | ------------------- | ------------------- | --------------------- |
|                     | Federazione della Sinistra (1) | Raffaele Bucciarelli |                   |                     |                     |                       |
|                     | Sinistra Ecologia Libertà (1)  | Massimo Binci        |                   |                     |                     |                       |
|                     | Partito Democratico (15)       | Marco Luchetti       | Antonio Canzian   | Paolo Petrini       | Sara Giannini       | Almerino Mezzolani    |
| Fabio Badiali       | Partito Democratico (15)       | Paolo Perazzoli      | Rosalba Ortenzi   | Francesco Comi      | Vittoriano Sollazzi |                       |
| Gianluca Busilacchi | Partito Democratico (15)       |                      |                   | Angelo Sciapichetti | Mirco Ricci         |                       |
| Enzo Giancarli      | Partito Democratico (15)       |                      | Gino Trasversini  |                     |                     |                       |
|                     | Alleanza per l'Italia (1)      | Dino Latini          |                   |                     |                     |                       |
|                     | Alleanza Riformista (1)        | Moreno Pieroni       |                   |                     |                     |                       |
|                     | Federazione dei Verdi (1)      | Adriano Cardogna     |                   |                     |                     |                       |
|                     | Italia dei Valori (4)          | Paolo Eusebi         | Sandro Donati     |                     | Paola Giorgi        | Luca Acacia Scarpetti |
|                     | Unione di Centro (3)           |                      | Valeriano Camela  | Maura Malaspina     | Luca Marconi        |                       |
|                     | Il Popolo della Libertà (12)   | Giacomo Bugaro       | Giulio Natali     | Franca Romagnoli    | Francesco Massi     | Mirco Carloni         |
| Daniele Silvetti    | Il Popolo della Libertà (12)   | Umberto Trenta       | Graziella Ciriaci | Francesco Acquaroli | Elisabetta Foschi   |                       |
| Giovanni Zinni      | Il Popolo della Libertà (12)   |                      |                   |                     | Giancarlo D'Anna    |                       |
|                     | Lega Nord (2)                  |                      |                   |                     | Enzo Marangoni      | Roberto Zaffini       |
|                     | Candidato Presidente           | Erminio Marinelli    | Erminio Marinelli | Erminio Marinelli   | Erminio Marinelli   | Erminio Marinelli     |

## Composizione del Consiglio regionale

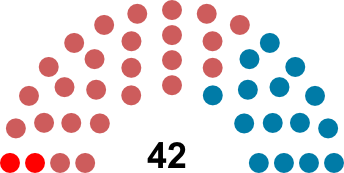
Composizione del Consiglio Regionale delle Marche (2010):
FdS + SEL → 2 seggi
Centrosinistra (PD + IdV + Udc + ApI + Verdi + Alleanza Riformista) → 25 seggi + il Presidente
Centrodestra (Pdl + LN + Insieme per il Presidente) → 15 seggi

| Liste             | Liste                            | Liste   | Liste       |
| Gruppi consiliari | Gruppi consiliari                | Seggi   | Diff.       |
| ----------------- | -------------------------------- | ------- | ----------- |
|                   | Federazione della Sinistra       | 1 / 43  | 2           |
|                   | Sinistra Ecologia Libertà        | 1 / 43  | 1           |
|                   | Alleanza Riformista              | 1 / 43  | [ seggi 3 ] |
|                   | Partito Democratico              | 15 / 43 | 1           |
|                   | Alleanza per l'Italia            | 1 / 43  | 1           |
|                   | Federazione dei Verdi            | 1 / 43  | Stabile     |
|                   | Liste Civiche Marche             | 0 / 43  | Stabile     |
|                   | Italia dei Valori                | 4 / 43  | 4           |
|                   | Unione di Centro                 | 3 / 43  | 1           |
|                   | Il Popolo della Libertà          | 12 / 43 | 1           |
|                   | La Destra                        | 0 / 43  | Stabile     |
|                   | Insieme per il Presidente        | 1 / 43  | 1           |
|                   | Lega Nord                        | 2 / 43  | 2           |
| Coalizioni        |                                  |         |             |
|                   | Spacca Presidente                | 26 / 43 | 2           |
|                   | Per le Marche                    | 15 / 43 | 1           |
|                   | Unione Democratica per le Marche | 2 / 43  | Stabile     |
| Totale            | Totale                           | 43      |             |

      FdS + SEL → 2 seggi
      Centrosinistra (PD + IdV + Udc + ApI + Verdi + Alleanza Riformista) → 25 seggi + il Presidente
      Centrodestra (Pdl + LN + Insieme per il Presidente) → 15 seggi
1. ↑  Differenza calcolata aggregando i seggi di Rifondazione Comunista e Comunisti Italiani.
2. 1 2  Alle precedenti elezioni non era presente
3. ↑  Nella precedente legislatura i Socialisti Democratici Italiani, poi trasformatisi nel Partito Socialista Italiano, avevano eletto un consigliere nella lista Uniti nell'Ulivo.
4. ↑  Differenza calcolata con i seggi di Uniti nell'Ulivo meno il consigliere del Partito Socialista Italiano: 14 seggi.
5. ↑  Differenza calcolata aggregando i seggi di Forza Italia e Alleanza Nazionale.